# Дискография INXS

## Студийные альбомы
| Год  | Детали | Максимальная позиция | Максимальная позиция | Максимальная позиция | Максимальная позиция | Максимальная позиция | Максимальная позиция | Максимальная позиция | Максимальная позиция | Максимальная позиция | Максимальная позиция | Максимальная позиция | Максимальная позиция | Максимальная позиция | Максимальная позиция | Максимальная позиция | Максимальная позиция | Максимальная позиция | Максимальная позиция | Сертификат                                                                         |
| Год  | Детали | АВС                  | АВТ                  | ВЕЛ                  | ВЕН                  | ГЕР                  | ЕВР                  | ИСП                  | ИТА                  | КАН                  | НИД                  | НОЗ                  | НОР                  | США                  | ФИН                  | ФРА                  | ШВА                  | ШВЕ                  | ЯПО                  | Сертификат                                                                         |
| ---- | --- | -------------------- | -------------------- | -------------------- | -------------------- | -------------------- | -------------------- | -------------------- | -------------------- | -------------------- | -------------------- | -------------------- | -------------------- | -------------------- | -------------------- | -------------------- | -------------------- | -------------------- | -------------------- | ---------------------------------------------------------------------------------- |
| 1980 | INXS Детали - Релиз: 13 октября - Лейбл: Atco Records - Формат: LP, CD, SACD, Stereo 8, CS                 | 27                   | —                    | —                    | —                    | —                    | —                    | —                    | —                    | —                    | —                    | —                    | —                    | 164                  | —                    | —                    | —                    | —                    | —                    | Список - : Золотой - : Золотой                                                     |
| 1981 | Underneath the Colours Детали - Релиз: 2 декабря - Лейбл: EMI - Формат: LP, CD (+ DVD), SACD, Stereo 8, CS | 15                   | —                    | —                    | —                    | —                    | —                    | —                    | —                    | —                    | —                    | —                    | —                    | —                    | —                    | —                    | —                    | —                    | —                    | Список - : 3×Платиновый - : Платиновый                                             |
| 1982 | Shabooh Shoobah Детали - Релиз: 10 декабря - Лейбл: EMI - Формат: LP, CD, Stereo 8, CS                     | 5                    | —                    | —                    | —                    | —                    | —                    | —                    | —                    | —                    | —                    | —                    | —                    | 46                   | —                    | —                    | —                    | —                    | —                    | Список - : Платиновый - : Золотой                                                  |
| 1984 | The Swing Детали - Релиз: 28 октября - Лейбл: EMI - Формат: LP, CD, Stereo 8, CS, SACD                     | 1                    | —                    | —                    | —                    | —                    | —                    | —                    | —                    | 27                   | 37                   | 6                    | —                    | 52                   | —                    | —                    | —                    | —                    | —                    | Список - : 4×Платиновый - : Золотой - : Золотой                                    |
| 1985 | Listen Like Thieves Детали - Релиз: 20 ноября - Лейбл: EMI - Формат: LP, CD, SACD, Stereo 8, CS            | 1                    | —                    | 48                   | —                    | —                    | —                    | —                    | —                    | 24                   |                      | 4                    | —                    | 11                   | —                    | —                    | 30                   | —                    | —                    | Список - : Платиновый - : Золотой - : Золотой                                      |
| 1987 | Kick Детали - Релиз: 30 июня - Лейбл: EMI - Формат: LP, CD, SACD, Stereo 8, CS, DVD                        | 1                    | 15                   | 9                    | —                    | 11                   | 12                   | —                    | 15                   | —                    | 4                    | 1                    | —                    | 3                    | —                    | —                    | 25                   | 21                   | —                    | Список - : 4×Платиновый - : 4×Платиновый - : Платиновый - : Платиновый - : Золотой |
| 1990 | X Детали - Релиз: 21 мая - Лейбл: EMI - Формат: LP, CD, SACD, Stereo 8, CS                                 | 1                    | 23                   | 2                    | 23                   | 9                    | 6                    | 27                   | —                    | —                    | 9                    | 2                    | 13                   | 5                    | —                    | —                    | 5                    | 10                   | —                    | Список - : Золотой - : 2×Платиновый - : Платиновый - : Золотой - : Золотой         |
| 1992 | Welcome to Wherever You Are Детали - Релиз: 27 февраля - Лейбл: EMI - Формат: LP, CD, SACD, CS             | 2                    | 18                   | 1                    | —                    | 8                    | 4                    | 34                   | 22                   | 10                   | 35                   | 8                    | 3                    | 16                   | —                    | —                    | 2                    | 1                    | —                    | Список - : Золотой - : Золотой - : Платиновый - : Золотой - : Золотой              |
| 1993 | Full Moon, Dirty Hearts Детали - Релиз: 2 июня - Лейбл: EMI - Формат: LP, CD, SACD, CS                     | 4                    | 18                   | 3                    | —                    | 27                   | 17                   | 29                   | —                    | —                    | 70                   | 36                   | 14                   | 53                   | —                    | —                    | 9                    | 8                    | —                    | Список - : 2×Платиновый - : Золотой - : Платиновый - : Платиновый                  |
| 1997 | Elegantly Wasted Детали - Релиз: 22 мая - Лейбл: Parlophone - Формат: LP, CD, SACD, CS                     | 14                   | 32                   | 16                   | 32                   | 23                   | 18                   | 39                   | —                    | 14                   | 31                   | 47                   | 18                   | 41                   | —                    | 30                   | 13                   | 28                   | —                    | Список - : Платиновый - : Золотой - : Золотой - : Платиновый                       |
| 2005 | Switch Детали - Релиз: 4 февраля - Лейбл: Parlophone - Формат: LP, CD, SACD, CS                            | 18                   | —                    | —                    | —                    | —                    | —                    | —                    | —                    | 2                    | —                    | 7                    | —                    | 17                   | —                    | —                    | —                    | —                    | —                    | Список - : 2×Платиновый - : Платиновый - : Платиновый - : Платиновый               |

## Синглы

### 1980-е
| Год  | Сингл                                       | Позиции в чартах | Позиции в чартах | Позиции в чартах | Позиции в чартах | Позиции в чартах | Позиции в чартах | Позиции в чартах | Позиции в чартах | Позиции в чартах | Позиции в чартах | Позиции в чартах | Позиции в чартах | Позиции в чартах | Позиции в чартах | Позиции в чартах | Позиции в чартах | Альбом              |
| Год  | Сингл                                       | АВС              | АВТ              | БЕЛ              | ВЕЛ              | ГЕР              | ЕВР              | ИРЯ              | ИСП              | ИТА              | КАН              | НИД              | НОЗ              | США              | ФРА              | ШВА              | ЮЖН              | Альбом              |
| ---- | ------------------------------------------- | ---------------- | ---------------- | ---------------- | ---------------- | ---------------- | ---------------- | ---------------- | ---------------- | ---------------- | ---------------- | ---------------- | ---------------- | ---------------- | ---------------- | ---------------- | ---------------- | ------------------- |
| 1980 | «Simple Simon»                              | —                | —                | —                | —                | —                | —                | —                | —                | —                | —                | —                | —                | —                | —                | —                | —                | INXS                |
| 1980 | «Just Keep Walking»                         | 38               | —                | —                | —                | —                | —                | —                | —                | —                | —                | —                | —                | —                | —                | —                | —                | INXS                |
| 1980 | «The Loved One»                             | 18               | —                | —                | —                | —                | —                | —                | —                | —                | —                | —                | —                | —                | —                | —                | —                | INXS                |
| 1980 | «Stay Young»                                | 21               | —                | —                | —                | —                | —                | —                | —                | —                | —                | —                | —                | —                | —                | —                | —                | INXS                |
| 1980 | «Night Of Rebellion»                        | —                | —                | —                | —                | —                | —                | —                | —                | —                | —                | —                | —                | —                | —                | —                | —                | INXS                |
| 1981 | «The One Thing»                             | 14               | —                | —                | —                | —                | —                | —                | —                | —                | —                | —                | —                | 30               | —                | —                | —                | Shabooh Shoobah     |
| 1982 | «Don’t Change»                              | 14               | —                | —                | —                | —                | —                | —                | —                | —                | —                | —                | —                | 80               | —                | —                | —                | Shabooh Shoobah     |
| 1982 | «To Look At You»                            | 36               | —                | —                | —                | —                | —                | —                | —                | —                | —                | —                | —                | —                | —                | —                | —                | Shabooh Shoobah     |
| 1985 | «Original Sin»                              | 1                | —                | 29               | —                | —                | —                | —                | —                | —                | —                | —                | —                | 58               | 3                | —                | —                | The Swing           |
| 1986 | «I Send A Message»                          | 3                | —                | —                | —                | —                | —                | —                | —                | —                |                  | —                | —                | 77               | 5                | —                | —                | The Swing           |
| 1986 | «Burn For You»                              | 3                | —                | —                | —                | —                | —                | —                | —                | —                | —                |                  | —                | —                | —                | —                | —                | The Swing           |
| 1986 | «Dancing On The Jetty»                      | 39               | —                | —                | —                | —                | —                | —                | —                | —                | —                | —                | —                | —                | —                | —                | —                | The Swing           |
| 1986 | «What You Need»                             | 2                | —                | —                | 51               | —                | —                | —                | —                | —                | —                | —                |                  | 5                | —                | —                | —                | Listen Like Thieves |
| 1986 | «This Time»                                 | 19               | —                | —                | 79               | —                | —                | —                | —                | —                | —                | —                |                  | 81               | —                | —                | —                | Listen Like Thieves |
| 1986 | «Kiss The Dirt (Falling Down The Mountain)» | 15               | —                | —                | 54               | —                | —                | —                | —                | —                | —                | —                | —                | —                | 9                | —                | —                | Listen Like Thieves |
| 1986 | «Listen Like Thieves»                       | 28               | —                | —                | 46               | —                | —                | —                | —                | —                | —                | —                | —                | 54               | —                | —                | —                | Listen Like Thieves |
| 1989 | «Need You Tonight»                          | 3                | 16               | 9                | 2                | 16               | —                | 2                | —                | 8                | —                | —                | —                | 1                | 10               | —                | 5                | Kick                |
| 1989 | «Devil Inside»                              | 6                | —                | 26               | 47               | 33               | —                | 25               | —                | —                | —                | —                | —                | 2                | 20               | —                | —                | Kick                |
| 1989 | «New Sensation»                             | 8                | —                | 19               | 25               | 35               | —                | 15               | —                |                  |                  | —                | —                | 3                | —                | —                | 15               | Kick                |
| 1989 | «Never Tear Us Apart»                       | 11               | —                | 8                | 24               | 66               | —                | 21               | —                | —                | —                | —                | —                | 7                | 48               | —                | —                | Kick                |
| 1989 | «Mystify»                                   | —                | —                | —                | 14               | 46               | —                | 5                | —                | —                | —                | —                | —                | —                |                  | —                | —                | Kick                |

## Видеоальбомы
| Год  | Детали | Позиции в чартах | Позиции в чартах | Позиции в чартах | Позиции в чартах | Сертификации          |
| Год  | Детали | АВС              | ИТА              | ШВЕ              | США              | Сертификации          |
| ---- | --- | ---------------- | ---------------- | ---------------- | ---------------- | --------------------- |
| 1985 | The Swing & Other Stories Детали - Релиз: 19 октября - Лейбл: Picture Music International - Формат: VHS, LD      | —                | —                | —                | —                |                       |
| 1986 | Living INXS Детали - Лейбл: Apollon Inc. - Формат: VHS                                                           | —                | —                | —                | —                |                       |
| 1986 | What You Need Детали - Релиз: 13 мая - Лейбл: Picture Music International - Формат: VHS, LD                      | —                | —                | —                | —                |                       |
| 1988 | Kick The Video Flick Детали - Релиз: 16 февраля - Лейбл: Picture Music International - Формат: VHS, LD           | —                | —                | —                | —                | Список - : Платиновый |
| 1989 | In Search Of Excellence Детали - Релиз: 30 марта - Лейбл: Picture Music International - Формат: VHS              | —                | —                | —                | —                |                       |
| 1990 | Greatest Video Hits (1980—1990) Детали - Лейбл: Picture Music International - Формат: 3×VHS                      | —                | —                | —                | —                | Список - : Золотой    |
| 1991 | Live Baby Live Детали - Релиз: 30 марта - Лейбл: Picture Music International - Формат: VHS                       | —                | —                | —                | —                |                       |
| 1994 | The Great Video Experience Детали - Релиз: 3 декабря - Лейбл: Picture Music International - Формат: VHS, LD, DVD | —                | —                | —                | —                |                       |